# Плебанія

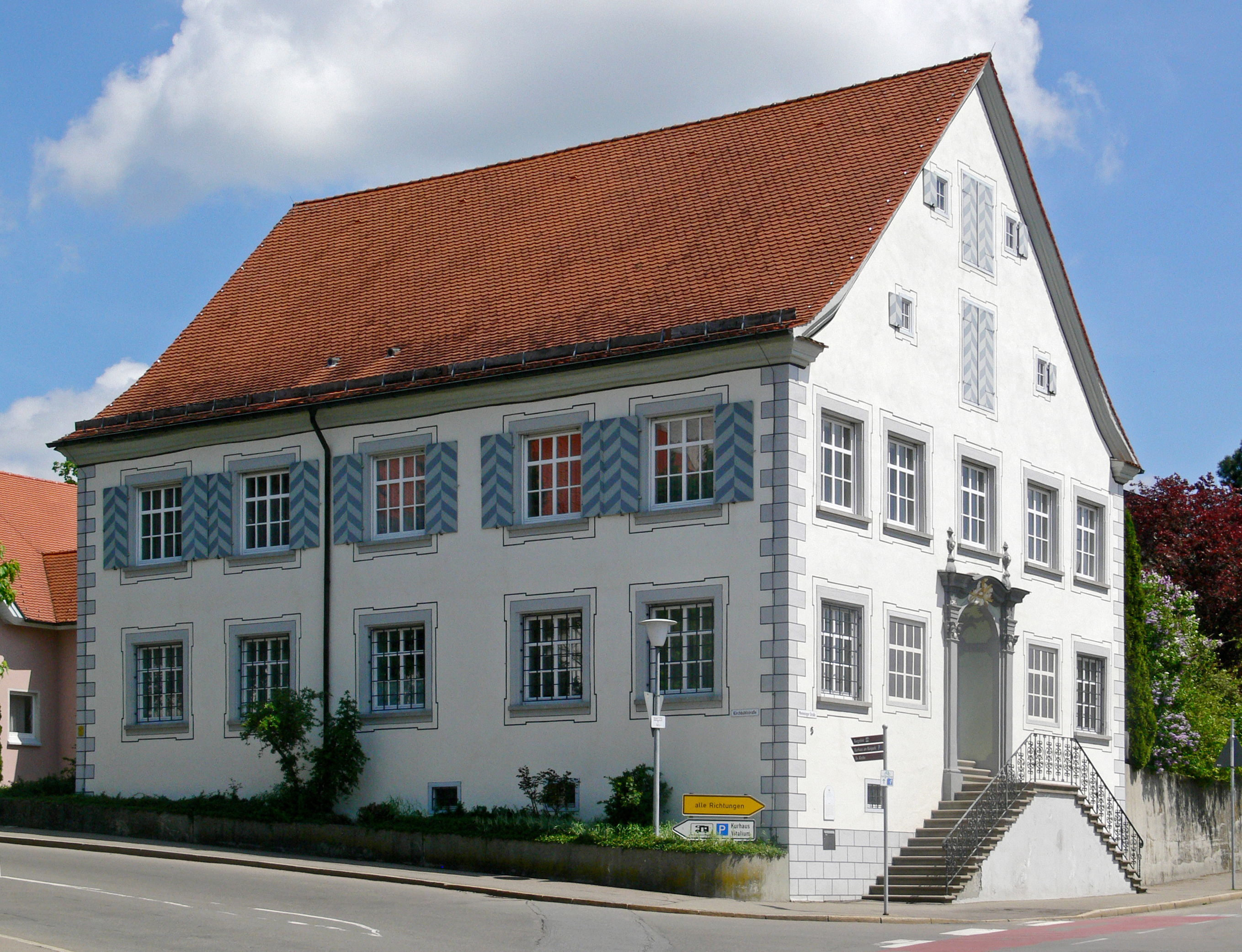
Плебанія у Бад-Вурцаху

Плеба́нія (пол. plebania, біл. плябанія) — двір священника католицької, реформаторської або греко-католицької (уніатської) церкви в Польщі, Україні та в Білорусі в XVI—XX століттях. Зазвичай розташовувався біля храму, включав житловий будинок і господарські споруди. Дерев'яна житлова забудова виконувалася переважно в традиціях народного зодчества. Планування будинку зазвичай трикамерна, у XIX—початку XX століття складнішої структури.